# 馬德里—黎凡特高速鐵路網
馬德里－黎凡特高速鐵路網（西班牙語：Línea de alta velocidad Madrid-Levante）是將西班牙首都馬德里連接至地中海海岸的黎凡特地區的高速鐵路。路線由馬德里開始向東，並有支線前往卡斯特利翁-德拉普拉納、阿利坎特、埃爾切、穆爾西亞、卡塔赫納並再延長至阿爾梅里亞。
全線完工後，全長955公里，最高速度可達350公里/小時。